# Oxymycterus nasutus
Oxymycterus nasutus är en däggdjursart som först beskrevs av Waterhouse 1837.  Oxymycterus nasutus ingår i släktet grävmöss och familjen hamsterartade gnagare. Inga underarter finns listade i Catalogue of Life. Populationen listades tidvis som underart till Oxymycterus rufus.

## Utseende
Med en kroppslängd (huvud och bål) av 125 till 131 mm, en svanslängd av 87 till 97 mm och en vikt av 50 till 90 g är arten liten i släktet Oxymycterus. Den har 27 till 28 mm långa bakfötter och 17 till 18 mm stora öron. En variant är mörk orangebrun med flera inblandade svarta hår på huvudet och på ryggen. Den andra varianten har inga svarta hår och mörkare päls på ovansidan. Kroppssidorna och buken är ljusare bruna. Även på fötterna finns bruna hår. Svansen kan vara ljusare på undersidan eller enhetlig färgad.

## Utbredning och ekologi
Denna gnagare förekommer i sydöstra Brasilien och i östra Uruguay. Habitatet utgörs av träskmarker, betesmarker och strandlinjer av bäckar. Individerna är aktiva på dagen och äter främst insekter.
I mindre skala ingår växter i födan. Oxymycterus nasutus brukar stigar i högt gräs som trampades ned av marsvin eller kapybaran. Honor kan fortplanta sig hela åren men de flesta ungar föds mellan september och april. Per kull föds vanligen två och allmänt upp till fyra ungar.

## Hot
För beståndet är inga hot kända. Oxymycterus nasutus är i lämpliga landskap talrik. IUCN kategoriserar arten globalt som livskraftig.